# Aeropuerto Gonzalo Mejía
El aeropuerto Gonzalo Mejía (IATA: TRB, OACI: SKTU) es un aeropuerto ubicado a dos kilómetros al suroeste de la ciudad de Turbo, en el departamento de Antioquia en Colombia.
El aeropuerto está ubicado en una pequeña península boscosa. Su única pista de aterrizaje atraviesa el bosque en dirección noroeste-sureste. 
Una cuarta parte de la pista ha sido completamente erosionada por el mar así que sólo aeronaves de alas giratorias como los helicópteros pueden aterrizar y despegar en el aeropuerto.
La baliza no direccional de El Turbo (Ident: TUR) está ubicada justo al este del campo.